# Teleogryllus wernerianus
Teleogryllus wernerianus är en insektsart som först beskrevs av Heinrich Hugo Karny 1907.  Teleogryllus wernerianus ingår i släktet Teleogryllus och familjen syrsor. Inga underarter finns listade i Catalogue of Life.